# Dying to Try
Dying to Try è un singolo del cantante irlandese Brendan Murray, pubblicato nel 2017.

## Il brano
La canzone è stata scritta e prodotta da Jörgen Elofsson e James Newman.
Nel dicembre 2016 Murray era stato selezionato per partecipare all'Eurovision Song Contest 2017 in programma per il mese di maggio a Kiev (Ucraina), in rappresentanza dell'Irlanda. Il brano Dying to Try è stato annunciato in seguito e precisamente il 24 febbraio 2017, per poi essere presentato il 10 marzo seguente.

## Tracce
- Download digitale

1. Dying to Try – 3:00